# 879 Ricarda
879 Ricarda è un asteroide della fascia principale. Scoperto nel 1917, presenta un'orbita caratterizzata da un semiasse maggiore pari a 2,5315041 UA e da un'eccentricità di 0,1547942, inclinata di 13,68175° rispetto all'eclittica.
Il suo nome è in onore di Ricarda Huch, una scrittrice tedesca.